# Jay Driessen
Jay (eigenlijke naam: Frans) Driessen (Venlo, 4 augustus 1969) is een Nederlandse voetbaltrainer en voormalig voetballer.

## Loopbaan als speler
In 1987 begon de middenvelder zijn voetbalcarrière bij VVV, dat destijds in de Eredivisie uitkwam. Daar debuteerde hij in het eerste elftal op 9 december 1988 tijdens een uitwedstrijd bij PEC Zwolle (2-2), als invaller voor Marcel Peters. Aan het einde van dat seizoen degradeerde de club naar de Eerste divisie om twee seizoenen later weer te promoveren, dankzij een beslissende treffer van Driessen. In seizoen 1992/93 speelde hij met de club weer in de Eerste divisie, om nog datzelfde seizoen als kampioen weer te promoveren. Het verblijf op het hoogste niveau duurde echter slechts één seizoen, want in het seizoen 1994/1995 speelde hij met de club wederom in de Eerste divisie. In totaal speelde hij 172 competitiewedstrijden voor VVV, waarin hij 31 doelpunten maakte.
Daarna vertrok hij met ploeggenoot Harold Derix naar TOP Oss met wie hij samen nog vijf seizoenen in de Eerste divisie actief was. Hij speelde daar 132 wedstrijden, waarin hij nog 27 doelpunten wist te maken. Na het seizoen 1999/2000 zette hij een punt achter zijn profcarrière.

## Clubstatistieken
| Seizoen         | Club            | Competitie      | Competitie | Competitie | Beker | Beker | Overige | Overige | Totaal | Totaal |
| Seizoen         | Club            | Competitie      | Wed.       | Dlp.       | Wed.  | Dlp.  | Wed.    | Dlp.    | Wed.   | Dlp.   |
| --------------- | --------------- | --------------- | ---------- | ---------- | ----- | ----- | ------- | ------- | ------ | ------ |
| 1988/89         | VVV             | Eredivisie      | 8          | 1          | 0     | 0     | —       | —       | 8      | 1      |
| 1989/90         | VVV             | Eerste divisie  | 34         | 3          | 2     | 1     | —       | —       | 36     | 4      |
| 1990/91         | VVV             | Eerste divisie  | 30         | 13         | 2     | 1     | 6       | 3       | 38     | 17     |
| 1991/92         | VVV             | Eredivisie      | 27         | 0          | 4     | 0     | —       | —       | 31     | 0      |
| 1992/93         | VVV             | Eerste divisie  | 24         | 7          | 1     | 2     | —       | —       | 25     | 9      |
| 1993/94         | VVV             | Eredivisie      | 24         | 1          | 2     | 0     | 3       | 1       | 29     | 2      |
| 1994/95         | VVV             | Eerste divisie  | 25         | 6          | 3     | 1     | 1       | 0       | 29     | 7      |
| 1995/96         | TOP Oss         | Eerste divisie  | 28         | 12         | ?     | 0     | —       | —       | ??     | 12     |
| 1996/97         | TOP Oss         | Eerste divisie  | 30         | 2          | ?     | 1     | —       | —       | ??     | 3      |
| 1997/98         | TOP Oss         | Eerste divisie  | 30         | 6          | ?     | 1     | —       | —       | ??     | 7      |
| 1998/99         | TOP Oss         | Eerste divisie  | 23         | 3          | ?     | 3     | —       | —       | ??     | 6      |
| 1999/00         | TOP Oss         | Eerste divisie  | 21         | 4          | ?     | 1     | —       | —       | ??     | 5      |
| Carrière totaal | Carrière totaal | Carrière totaal | 304        | 58         | ??    | 11    | 10      | 4       | ???    | 73     |

## Loopbaan als trainer
Na zijn voetbalcarrière trad Driessen bij VVV in dienst als jeugdtrainer, een functie die hij combineerde met het hoofdtrainerschap van een aantal amateurclubs in de regio, waaronder Venlosche Boys. Ook was de Venlonaar even trainer van het beloftenteam van VVV.
In mei 2014 maakte VVV-Venlo bekend dat Driessen met ingang van het seizoen 2014-2015 is aangesteld als nieuwe assistent-trainer van de club. Hij fungeerde daar vijf seizoenen lang als rechterhand van Maurice Steijn. Op 9 juni 2019 tekende Steijn een lucratief contract bij Al-Wahda. Een week later werd bekend dat Driessen in zijn kielzog eveneens tot overeenstemming was gekomen met de club uit de Verenigde Arabische Emiraten. Begin oktober 2019 werd Steijn na drie speelrondes ontslagen en zo kwam er ook een einde Driessens dienstverband. De Venlonaar keerde vervolgens terug naar zijn geboortestad waar hij na het ontslag van Robert Maaskant bereid werd gevonden om vanaf 15 november 2019 tijdelijk te fungeren als hoofdtrainer van VVV. Bij gebrek aan een diploma om de functie van hoofdtrainer bij een BVO te mogen bekleden, gaf de KNVB slechts tot aan de winterstop dispensatie voor deze tijdelijke oplossing. Bij het aantreden van de wel gediplomeerde Hans de Koning bij VVV per 1 januari 2020 deed Driessen weer een stapje terug. Hij tekende vervolgens een nieuw contract bij de Venlose club voor 2,5 jaar. In november 2024 verruilde Driessen VVV voor Sparta Rotterdam, waar hij herenigd werd met de eveneens nieuw aangestelde hoofdcoach Maurice Steijn.